# Phil Szczesny
Phil Szczesny (* 3. Dezember 1992) ist ein deutscher Siebener-Rugby-Nationalspieler. Im Verein spielt er bei Hannover 78 und gewann mit der deutschen Mannschaft 2019 den Europameistertitel.

## Karriere

### Verein
Im Verein spielt er bei Hannover 78. In der Saison 2012/13 konnte mit seiner Mannschaft bis in das Viertelfinale der KO-Runde vordringen. Dort scheiterte man aber mit 7:13 an der RG Heidelberg, Szczesny konnte dabei in der ersten Halbzeit punkten. In der Saison 2014/15 scheiterte seine Mannschaft dabei erneut im Viertelfinale, dieses Mal am SC Neuenheim. Bei diesem Spiel fehlte er jedoch. In der Saison 2018/19 ging es für ihn dann wieder ins Halbfinale. Dort war dann nach einem 3:57 gegen den Berliner Rugby Club aber auch schon wieder Schluss.

### Nationalmannschaft
In der Nationalmannschaft nahm er sowohl an den Hong Kong Sevens 2016, als auch an der Qualifikation zu den Olympischen Spielen 2016 teil, wobei er aber mit der Mannschaft bei dem Turnier in Monaco am Favoriten Samoa scheiterte. Als im November 2017 alle Spieler der deutschen Rugby-Union-Mannschaft das Weltranglistenspiel gegen die chilenische Auswahl boykottierten, rückte er mitsamt einiger anderer Spieler nach. Das Spiel wurde mit 10:32 verloren, Szczesny konnte dabei aber zumindest ein paar Punkte erzielen. Bei der Sevens Grand Prix Series im polnischen Łódź, konnte er mit seiner Mannschaft dann im September 2018 das erste Mal den Vizeeuropameister Titel feiern. Er war dann auch wieder im Kader des Qualifikationsturniers zu den Olympischen Spielen 2020. Dort ging es dann aber nur bis ins Viertelfinale, wo er im französischen Colomiers mit seiner Mannschaft mit 0:21 Irland deutlich unterlag. Nach einem vierten Platz im ersten Turnier der Serie Grand Prix Series gelang dann im Juli 2019 das erste Mal der Sieg eines Turniers der Serie, womit dann auch abschließend der Europameistertitel erlangt werden konnte. Im September 2019, war dann der vierte Platz bei den Oktoberfest Sevens drin.

## Privat
Beruflich ist er Sportsoldat und lebt in Verden. Der ebenfalls Rugby spielende Pascal Fischer ist sein Cousin.